# 茶岭镇
茶岭镇，是中华人民共和国安徽省安庆市怀宁县下辖的一个乡镇级行政单位。

## 行政区划
茶岭镇下辖以下地区：
泉合村、同形村、茶岭村、三元村、万福村、年丰村、谭桥村、鸡留村、范塘村、峡山村和先锋村。